# Stizus praestans
Stizus praestans  (лат.) — вид песочных ос из подсемейства Bembicinae (триба Stizini). Сирия, Узбекистан, Туркменистан, Таджикистан. Иран. Длина 12—19 мм. Грудь от чёрно-жёлтой до полностью жёлтой. Брюшные тергиты с цельными жёлтыми перевязями. Промежуточный сегмент с жёлтыми отметинами. Крылья прозрачные. Усики самок 12-члениковые (у самцов состоят из 13 сегментов). Внутренние края глаз субпараллельные (без выемки). Брюшко сидячее (первый стернит брюшка полностью находится под тергитом). В переднем крыле три кубитальные ячейки. Гнездятся в земле. Вид был впервые описан в 1893 году российским энтомологом Фердинандом Фердинандовичем Моравицем (F. Morawitz, 1827—1896).